# Verkebäck
Verkebäck är en by i Västerviks kommun belägen omkring en kilometer norr om Gunnebo och tio kilometer sydväst om Västervik, vid E22 (Verkebäcksbron). 
Verkebäck ligger vid Verkebäcksviken och har en station vid den byggnadsminnesförklarade smalspårsjärnvägen Västervik-Hultsfred. Verkebäck är mer eller mindre sammanvuxet med tätorten Gunnebo. Stationen benämndes Gunnebobruk mellan 1974 och 1987..

## Historia
Redan 1361 omnämndes Verkebäck som Vircabirkium. Samhället växte upp kring Ankarsrums bruks lastplats i hamnen på 1800-talet. Hamnen låg på Verkebäcks gårds ägor. Det finns ett hus kvar på den platsen alldeles väster om Verkebäcksbrons södra ände. Med järnvägen växte samhället snabbt på 1890-talet. Hamnen blev en viktig plats för omlastning av framför allt massaved och props till engelska gruvor. Flera stickspår på båda sidor om hamnen byggdes. Det fanns även en linbana från stationen till Gunnebo bruk för att transportera gods.
På 1950-talet följde en storhetstid för det lilla samhället. Det fanns kommunalhus, taxistation, konditori, bageri, tre kaféer, Konsumbutik, Vivobutik, charkuteriaffär, baptistkapell med söndagsskola, skola, järnvägsstation, tull och hamnmagasin, Olssons Rederi med hemmahamn i Verkebäck, urmakare, trädgårdsmästare, båtbyggeri, bensinmack, gjuteri, fjärdingsman och barnmorska, kiosk, telestation, frisör och tre skrädderier, tre lastbilsåkerier. Hamnen var också en ”känd” plats för smuggelgods från båtarna.

## Samhället
Verkebäck är känt för sitt fina strömmingsfiske på försommaren. Järnvägen är kulturminnesförklarad och turisttrafik går åter mellan Västervik och Hultsfred. En del turer går med ånglok.
Verkebäcks Byalag sköter om och förvaltar området runt hamnen åt Västerviks kommun.

## Bilder

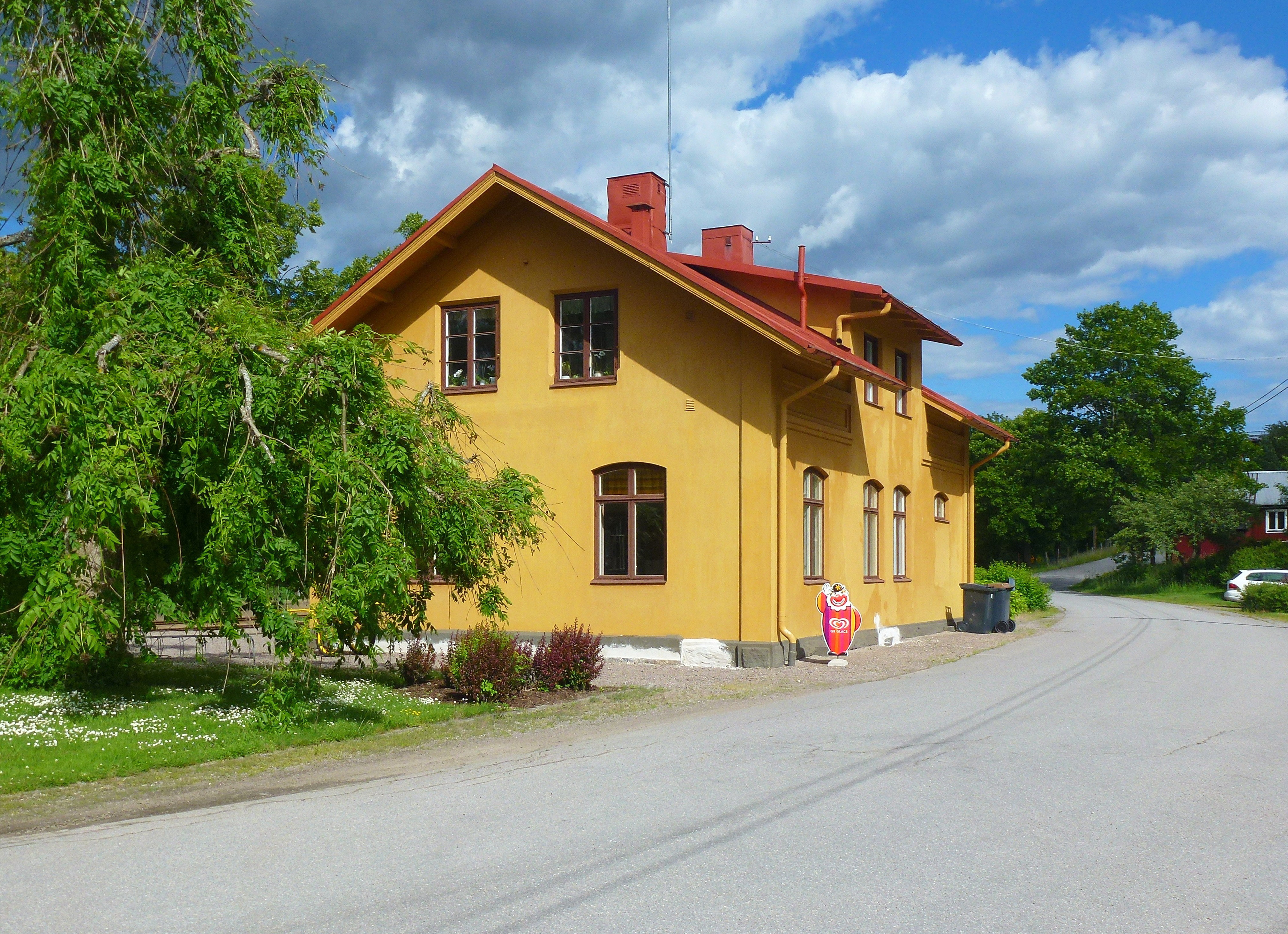
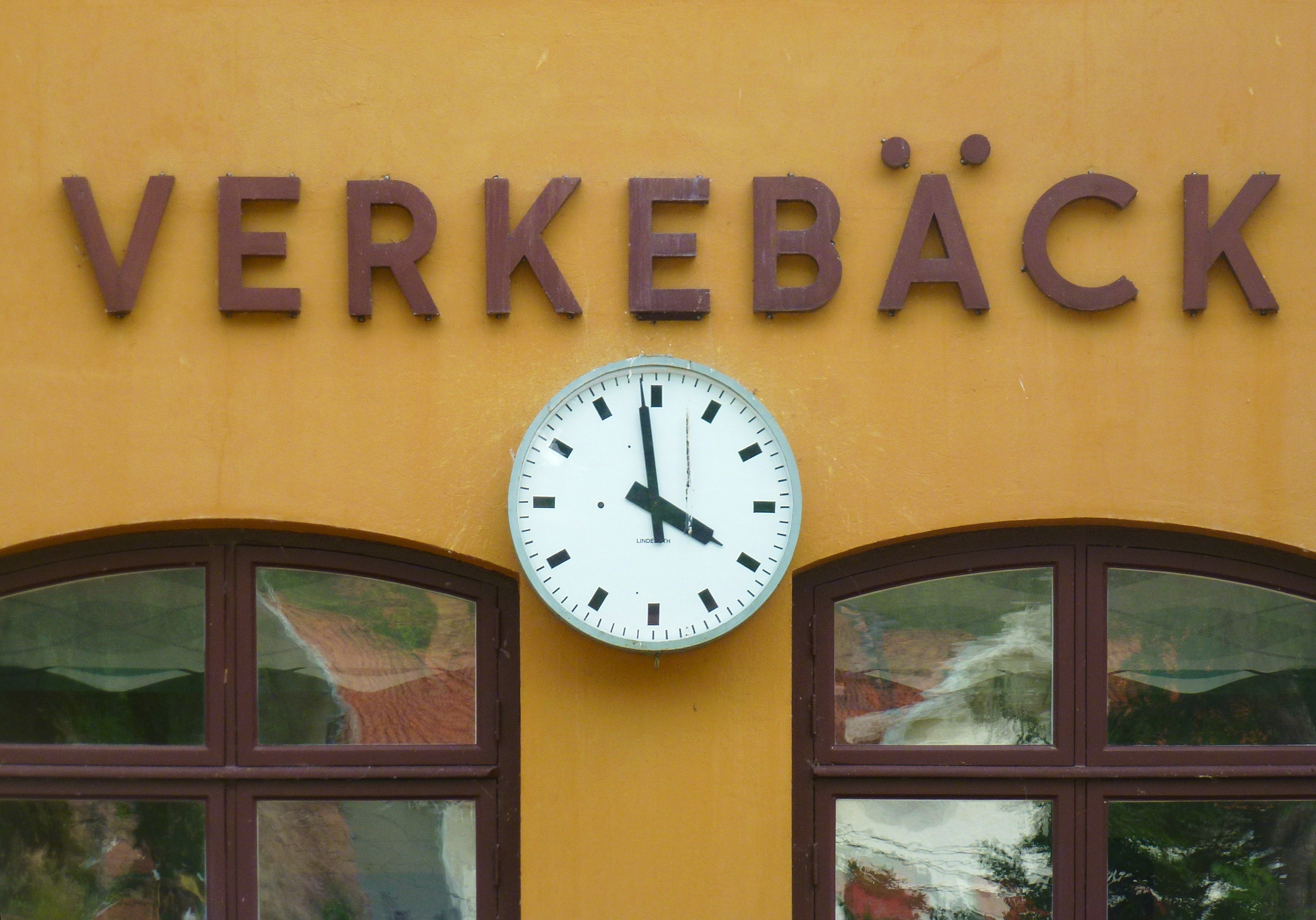
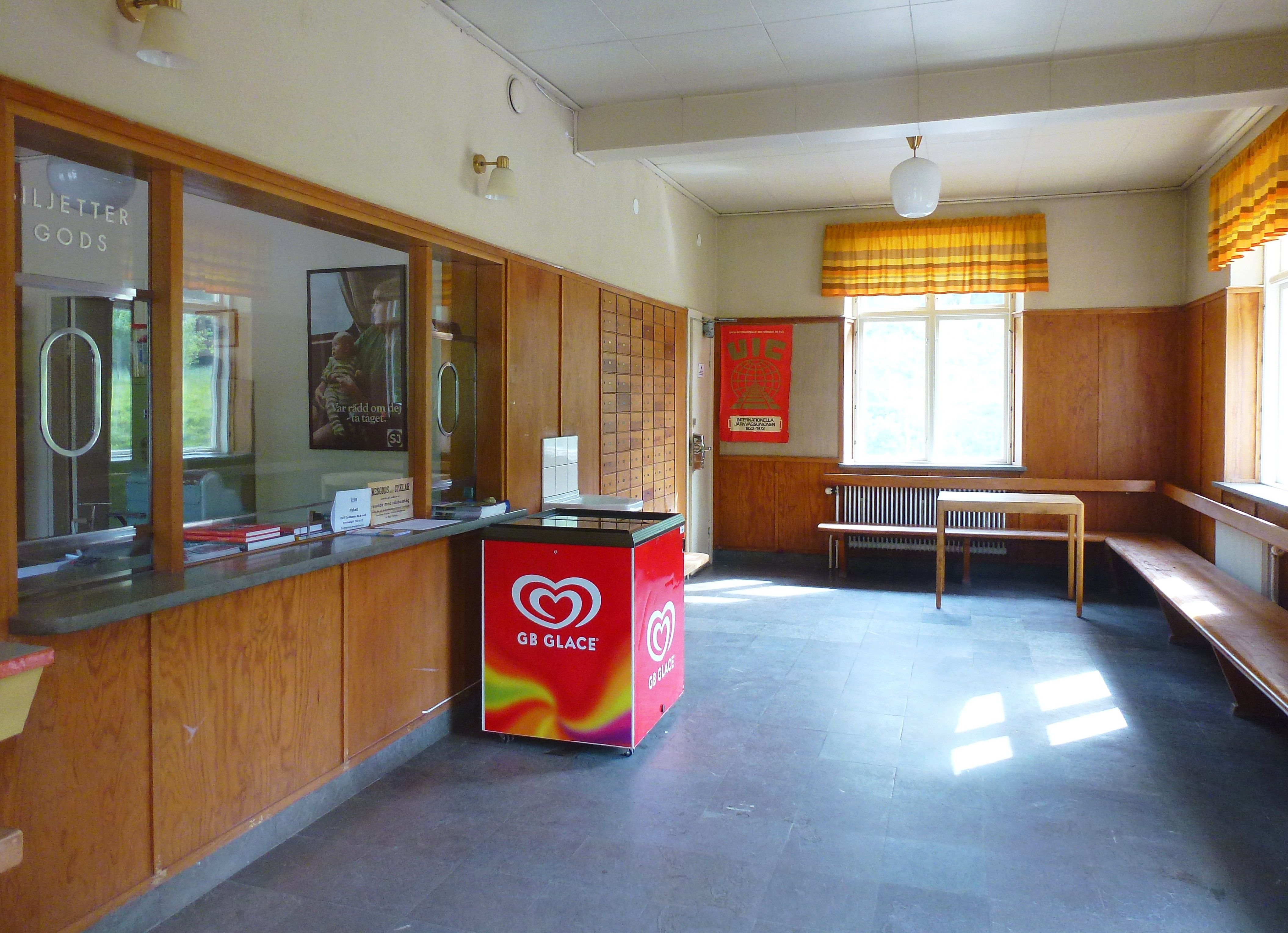
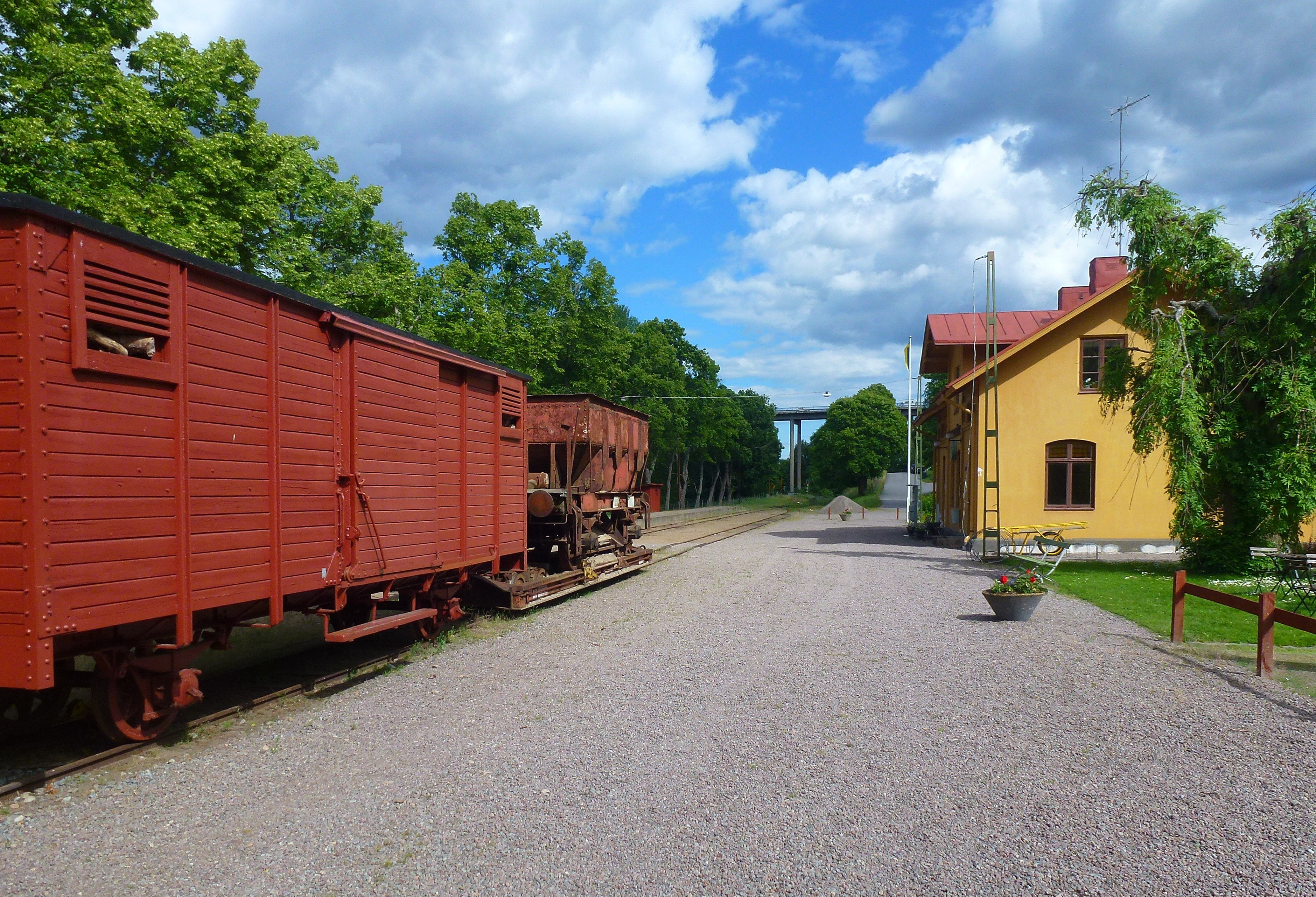